# Schloss Rieden

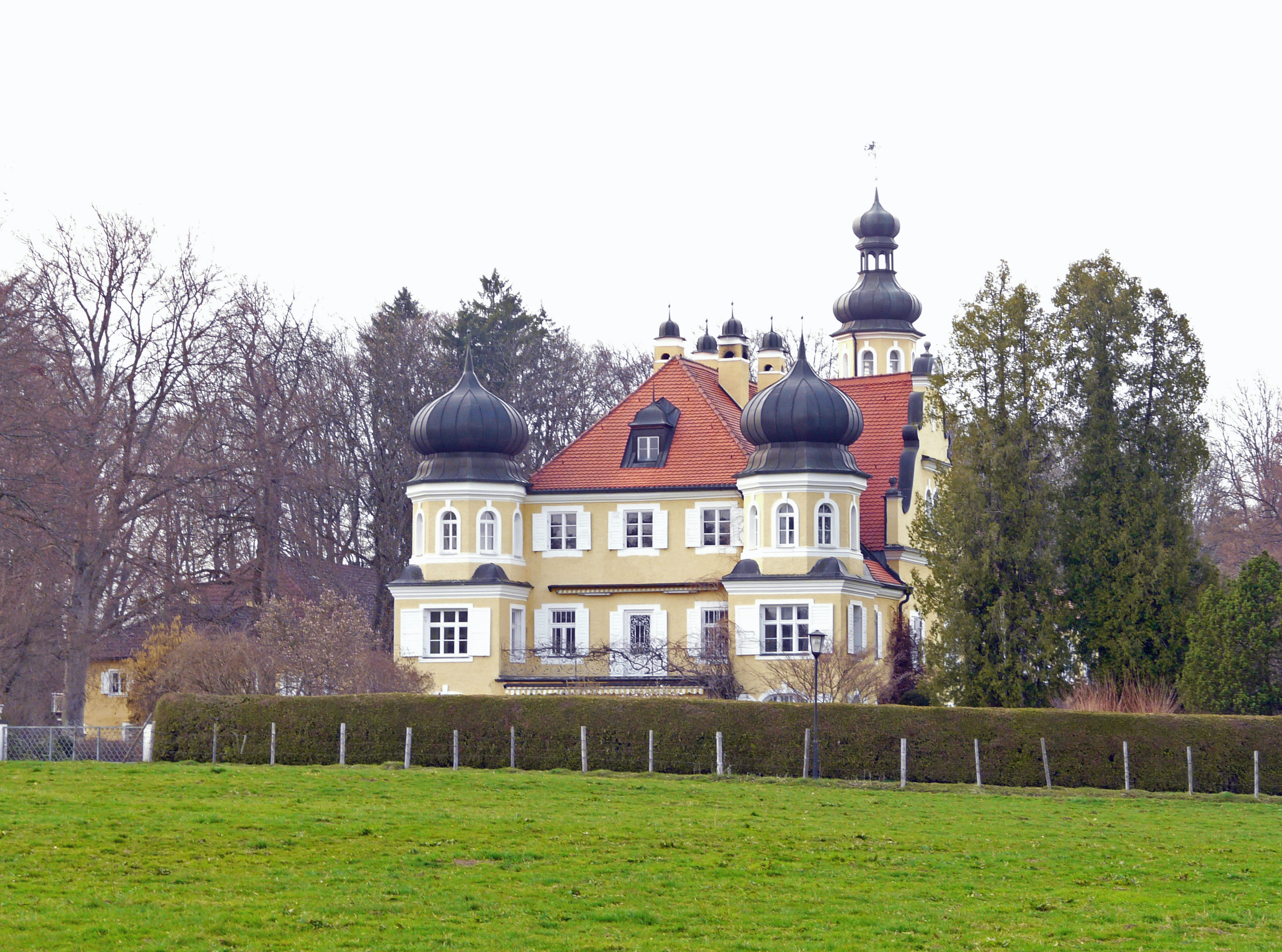
Schloss Rieden von Süden

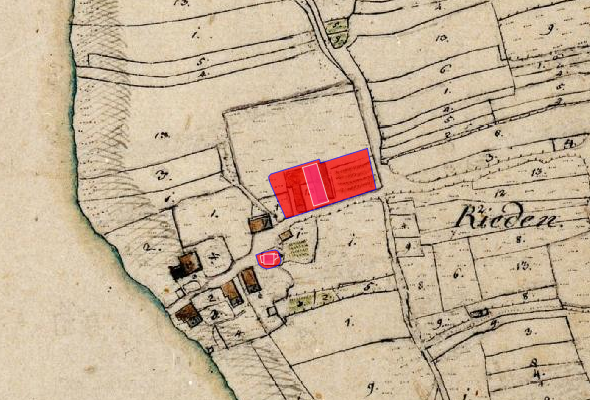
Lageplan von Schloss Rieden auf dem Urkataster von Bayern

Das Schloss Rieden in Rieden in der Gemeinde Seehausen am Staffelsee im oberbayerischen Landkreis Garmisch-Partenkirchen stammt im Kern aus dem 18. Jahrhundert und gehörte ursprünglich zum Kloster Ettal. Der Vorgängerbau war das Geburtshaus von Joseph von Utzschneider und Teil eines Landgutes, das seit 300 Jahren der Familie seiner Mutter Maria gehörte und 1842 versteigert wurde. Das gegenwärtige Gebäude wurde 1887 im Stil des Neo-Barock umgebaut. Es ist heute in Privatbesitz.

## Beschreibung
Das Schloss ist in der Denkmalliste Bayern (Nr. D-1-80-132-15) folgendermaßen beschrieben:

„Zweigeschossiger neubarocker Walmdachbau mit südlichem Halbwalm, Zwiebel-Ecktürmen, mächtigem Dachreiter und Putzgliederung, im Kern 18. Jahrhundert, 1887 umgebaut.“

„Untertägige frühneuzeitliche Befunde im Bereich von Schloss Rieden und seiner Vorgängerbauten mit zugehöriger Gartenanlage“ werden ebenso als Bodendenkmal unter der Aktennummer D-1-8233-0167 geführt.

## Varia
Das Schloss war der Drehort des Fernsehfilms Was ich an Dir liebe (2015).